# Nagytétény
Nagytétény (/ˈnɒcteːteːɲ/, en allemand Großteting) est un quartier situé dans le 22e arrondissement de Budapest, sur la route du lac Balaton, aux abords de Diósd et de Érd en extrême périphérie. 